# Łęki (Ciechanów)
Pour les articles homonymes, voir Łęki.
Łęki (prononciation : [ˈwɛŋkʲi]) est un village polonais de la gmina d'Opinogóra Górna dans le powiat de Ciechanów de la voïvodie de Mazovie dans le centre-est de la Pologne.
Il se situe à environ 9 kilomètres à l'est d'Opinogóra Górna (siège de la gmina), 14 km à l'est de Ciechanów (siège du powiat) et à 75 km au nord de Varsovie (capitale de la Pologne).
Le village possède approximativement une population de 150 habitants en 2007.

## Histoire
De 1975 à 1998, le village appartenait administrativement à la voïvodie de Ciechanów.